# Paroisse de Manchester
Manchester (chef-lieu : Mandeville) est une des quatorze paroisses de la Jamaïque. Elle est située au sud de l'île et fait partie du comté du Middlesex et est entourée des paroisses de Clarendon à l'est, de Saint Elizabeth à l'ouest et de Trelawny au nord.

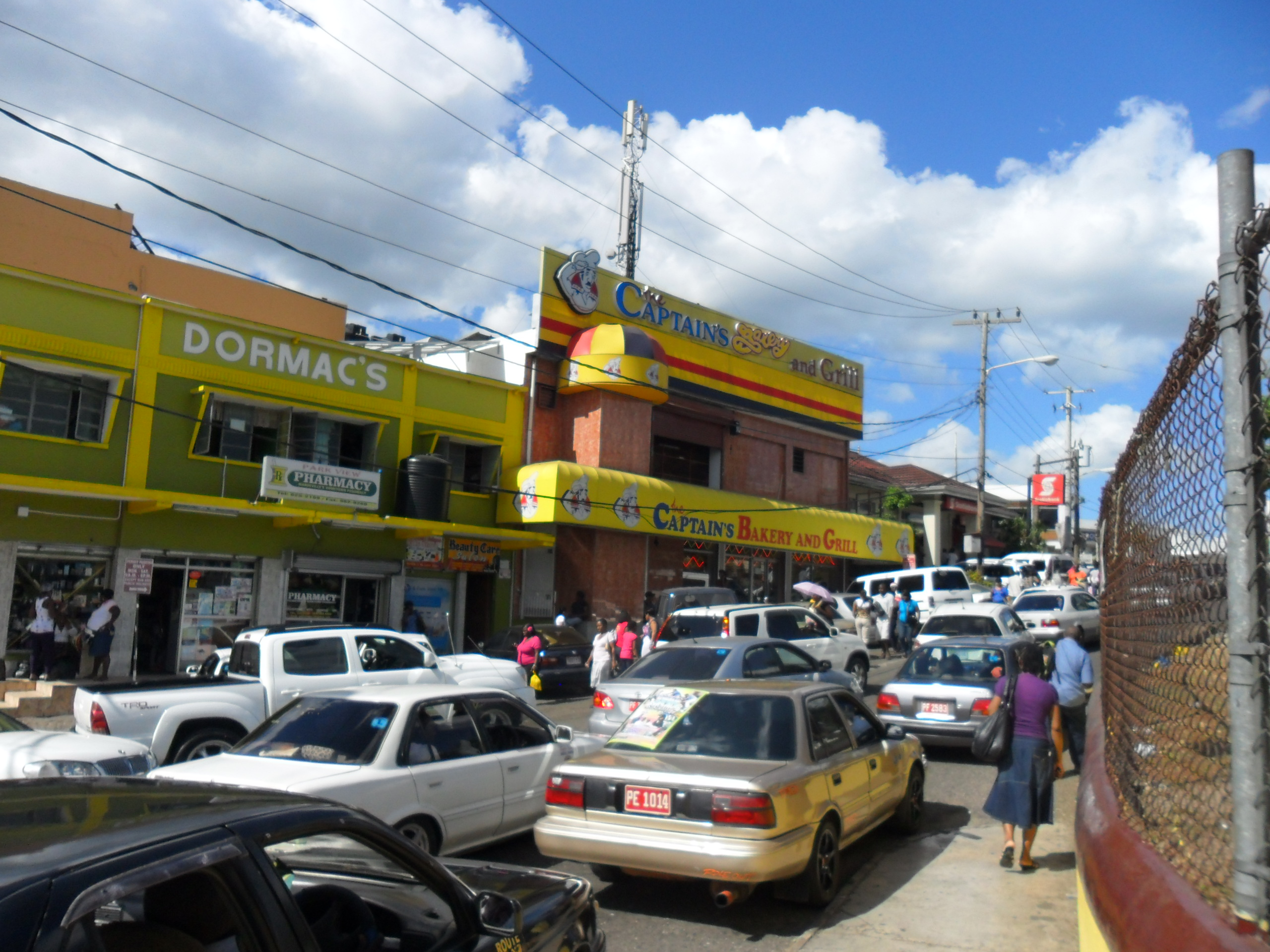
Park Crescent, Mandeville (2012)